# Thelypteris novaeana
Thelypteris novaeana là một loài thực vật có mạch trong họ Thelypteridaceae. Loài này được (Brade) Ponce miêu tả khoa học đầu tiên năm 1998.